# Пронін Сергій Миколайович (футболіст)
Сергій Миколайович Пронін (нар. 19 серпня 1958) — радянський футболіст, нападник, тренер. Зіграв понад 300 матчів за клуб «Океан» (Керч).

## Життєпис
У змаганнях майстрів дебютував у 22-річному віці, в 1981 році у складі керчинського «Океану», який виступав у другій лізі. Провів у складі клубу дев'ять сезонів, зіграв за цей час 309 матчів та відзначився 57 голами. Найкращий бомбардиром свого клубу в сезонах 1987 (14 голів) та 1988 (16 голів). Учасник товариського матчу збірної Криму проти збірної СРСР в 1986 році (2:3).
По ходу сезону 1989 року перебрався до Фінляндії, де виступав за клуби нижчих дивізіонів — «ФіннПа», «Понністус», ПК-35. У складі «ФіннПа» став переможцем зонального турніру третього дивізіону Фінляндії 1990 року та срібним призером другого дивізіону 1991 року. У складі «Понністуса» в 1992 році також переміг в зональному турнірі третього дивізіону та увійшов до топ-10 найкращих бомбардирів турніру (14 голів), грав у цьому клубі разом з Анатолієм Давидовим. 
Після завершення кар'єри гравця залишився в Фінляндії. У 1997 році входив в тренерський штаб клубу «Вантаа», пізніше працював у клубах ПК-35 та «Йокеріт». Станом на 2005 рік працював асистентом Арі Тійттасена в «Альянссі».